# Калаф
Кала́ф (кат. Calaf) — муніципалітет, розташований в Автономній області Каталонія, в Іспанії. Код муніципалітету за номенклатурою Інституту статистики Каталонії — 80312. Знаходиться у районі (кумарці) Анойя (коди району — 06 та AI) провінції Барселона, згідно з новою адміністративною реформою перебуватиме у складі Центральної баґарії (округи).

## Населення
Населення міста (у 2007 р.) становить 3.435 осіб (з них менше 14 років — 13,7 %, від 15 до 64 — 68 %, понад 65 років — 18,3 %). У 2006 р. народжуваність склала 37 осіб, смертність — 25 осіб, зареєстровано 11 шлюбів. У 2001 р. активне населення становило 1.495 осіб, з них безробітних — 126 осіб.

Серед осіб, які проживали на території міста у 2001 р., 2.319 народилися в Каталонії (з них 1.642 особи у тому самому районі, або кумарці), 483 особи приїхали з інших областей Іспанії, а 173 особи приїхали з-за кордону. 

Університетську освіту має 6,8 % усього населення. 

У 2001 р. нараховувалося 1.050 домогосподарств (з них 18,6 % складалися з однієї особи, 26,7 % з двох осіб,23 % з 3 осіб, 21 % з 4 осіб, 8,2 % з 5 осіб, 1,6 % з 6 осіб, 0,5 % з 7 осіб, 0,3 % з 8 осіб і 0,2 % з 9 і більше осіб).

Активне населення міста у 2001 р. працювало у таких сферах діяльності : у сільському господарстві — 3,6 %, у промисловості — 42,6 %, на будівництві — 12,5 % і у сфері обслуговування — 41,3 %. 

 У муніципалітеті або у власному районі (кумарці) працює 1.372 особи, поза районом — 407 осіб.

### Безробіття
У 2007 р. нараховувалося 98 безробітних (у 2006 р. — 116 безробітних), з них чоловіки становили 30,6 %, а жінки — 69,4 %.

## Економіка

### Підприємства міста

#### Промислові підприємства
| \| Промислові підприємства міста, за сферою діяльності \| Промислові підприємства міста, за сферою діяльності \| Промислові підприємства міста, за сферою діяльності \| \| Рік \| 2002 р. \| 2001 р. \| \| --------------------------------------------------- \| --------------------------------------------------- \| --------------------------------------------------- \| \| Енергетичні та водні ресурси \| 6,5 % \| 4,2 % \| \| Хімія та метали \| 13 % \| 12,5 % \| \| Переробка металів \| 43,5 % \| 41,7 % \| \| Продукти харчування \| 8,7 % \| 12,5 % \| \| Текстиль \| 10,9 % \| 12,5 % \| \| Виробництво меблів, видання \| 13 % \| 12,5 % \| \| Інше \| 4,3 % \| 4,2 % \| \| Усього підприємств \| 46 \| 48 \| |         |         |
| Промислові підприємства міста, за сферою діяльності |         |         |
| Рік | 2002 р. | 2001 р. |
| Енергетичні та водні ресурси | 6,5 %   | 4,2 %   |
| Хімія та метали | 13 %    | 12,5 %  |
| Переробка металів | 43,5 %  | 41,7 %  |
| Продукти харчування | 8,7 %   | 12,5 %  |
| Текстиль | 10,9 %  | 12,5 %  |
| Виробництво меблів, видання | 13 %    | 12,5 %  |
| Інше | 4,3 %   | 4,2 %   |
| Усього підприємств | 46      | 48      |

#### Роздрібна торгівля
| \| Підприємства роздрібної торгівлі міста, за сферою діяльності \| Підприємства роздрібної торгівлі міста, за сферою діяльності \| Підприємства роздрібної торгівлі міста, за сферою діяльності \| \| Рік \| 2002 р. \| 2001 р. \| \| ------------------------------------------------------------ \| ------------------------------------------------------------ \| ------------------------------------------------------------ \| \| Продукти харчування \| 41,4 % \| 41 % \| \| Одяг та взуття \| 18,6 % \| 17,9 % \| \| Товари для дому \| 14,3 % \| 14,1 % \| \| Книги та періодичні видання \| 2,9 % \| 2,6 % \| \| Промислова хімічна продукція \| 8,6 % \| 6,4 % \| \| Продукція, пов'язана з транспортними засобами \| 2,9 % \| 2,6 % \| \| Інше \| 11,4 % \| 15,4 % \| \| Усього підприємств \| 70 \| 78 \| |         |         |
| Підприємства роздрібної торгівлі міста, за сферою діяльності |         |         |
| Рік | 2002 р. | 2001 р. |
| Продукти харчування | 41,4 %  | 41 %    |
| Одяг та взуття | 18,6 %  | 17,9 %  |
| Товари для дому | 14,3 %  | 14,1 %  |
| Книги та періодичні видання | 2,9 %   | 2,6 %   |
| Промислова хімічна продукція | 8,6 %   | 6,4 %   |
| Продукція, пов'язана з транспортними засобами | 2,9 %   | 2,6 %   |
| Інше | 11,4 %  | 15,4 %  |
| Усього підприємств | 70      | 78      |

#### Сфера послуг
| \| Підприємства міста, що працюють у сфері послуг, за діяльністю \| Підприємства міста, що працюють у сфері послуг, за діяльністю \| Підприємства міста, що працюють у сфері послуг, за діяльністю \| \| Рік \| 2002 р. \| 2001 р. \| \| ------------------------------------------------------------- \| ------------------------------------------------------------- \| ------------------------------------------------------------- \| \| Гуртова торгівля \| 10,3 % \| 10,9 % \| \| Готелі та готельний бізнес \| 14,5 % \| 16 % \| \| Транспорт та зв'язок \| 17,9 % \| 16,8 % \| \| Посередницькі фінансові послуги \| 5,1 % \| 5 % \| \| Послуги підприємствам \| 9,4 % \| 8,4 % \| \| Послуги фізичним особам \| 34,2 % \| 34,5 % \| \| Нерухомість та ін. \| 8,5 % \| 8,4 % \| \| Усього підприємств \| 117 \| 119 \| |         |         |
| Підприємства міста, що працюють у сфері послуг, за діяльністю |         |         |
| Рік | 2002 р. | 2001 р. |
| Гуртова торгівля | 10,3 %  | 10,9 %  |
| Готелі та готельний бізнес | 14,5 %  | 16 %    |
| Транспорт та зв'язок | 17,9 %  | 16,8 %  |
| Посередницькі фінансові послуги | 5,1 %   | 5 %     |
| Послуги підприємствам | 9,4 %   | 8,4 %   |
| Послуги фізичним особам | 34,2 %  | 34,5 %  |
| Нерухомість та ін. | 8,5 %   | 8,4 %   |
| Усього підприємств | 117     | 119     |

## Житловий фонд
У 2001 р. 1 % усіх родин (домогосподарств) мали житло метражем до 59 м2, 34,3 % — від 60 до 89 м2, 42,9 % — від 90 до 119 м2 і
21,9 % — понад 120 м2.

З усіх будівель у 2001 р. 29,6 % було одноповерховими, 46,4 % — двоповерховими, 16,7
% — триповерховими, 4,4 % — чотириповерховими, 2,2 % — п'ятиповерховими, 0,3 % — шестиповерховими,
0,1 % — семиповерховими, 0,3 % — з вісьмома та більше поверхами.

## Автопарк
| \| Автомобілі, зареєстровані у місті, за призначенням \| Автомобілі, зареєстровані у місті, за призначенням \| Автомобілі, зареєстровані у місті, за призначенням \| \| Рік \| 2006 р. \| 2005 р. \| \| -------------------------------------------------- \| -------------------------------------------------- \| -------------------------------------------------- \| \| Приватні автомобілі \| 67,4 % \| 69,7 % \| \| Мотоцикли \| 6,6 % \| 5,7 % \| \| Вантажівки \| 20,2 % \| 19,5 % \| \| Трактори \| 0,9 % \| 0,8 % \| \| Автобуси та ін. \| 4,8 % \| 4,3 % \| \| Усього автомобілів \| 2.465 шт. \| 2.311 шт. \| |           |           |
| Автомобілі, зареєстровані у місті, за призначенням |           |           |
| Рік | 2006 р.   | 2005 р.   |
| Приватні автомобілі | 67,4 %    | 69,7 %    |
| Мотоцикли | 6,6 %     | 5,7 %     |
| Вантажівки | 20,2 %    | 19,5 %    |
| Трактори | 0,9 %     | 0,8 %     |
| Автобуси та ін. | 4,8 %     | 4,3 %     |
| Усього автомобілів | 2.465 шт. | 2.311 шт. |

## Вживання каталанської мови
У 2001 р. каталанську мову у місті розуміли 96,9 % усього населення (у 1996 р. — 97,2 %), вміли говорити нею 81,6 % (у 1996 р. -
84,1 %), вміли читати 82,8 % (у 1996 р. — 80,9 %), вміли писати 52,6
% (у 1996 р. — 52,8 %). Не розуміли каталанської мови 3,1 %.

## Політичні уподобання
У виборах до Парламенту Каталонії у 2006 р. взяло участь 1.472 особи (у 2003 р. — 1.785 осіб). Голоси за політичні сили розподілилися таким чином:
| \| Вибори до Парламенту Каталонії \| Вибори до Парламенту Каталонії \| Вибори до Парламенту Каталонії \| \| Рік \| 2006 р. \| 2003 р. \| \| -------------------------------------- \| ------------------------------ \| ------------------------------ \| \| Конвергенція та Єднання (CiU) \| 44 % \| 45,2 % \| \| Соціалістична партія Каталонії (PSC) \| 22 % \| 21 % \| \| Народна партія (PP) \| 6,5 % \| 5,5 % \| \| Ініціатива за зелену Каталонію (IC) \| 6,8 % \| 4,3 % \| \| Республіканська лівиця Каталонії (ERC) \| 18,3 % \| 22,1 % \| \| Громадянська партія (C's) \| 0,5 % \| 0 % \| \| Інші \| 1,9 % \| 1,9 % \| |         |         |
| Вибори до Парламенту Каталонії |         |         |
| Рік | 2006 р. | 2003 р. |
| Конвергенція та Єднання (CiU) | 44 %    | 45,2 %  |
| Соціалістична партія Каталонії (PSC) | 22 %    | 21 %    |
| Народна партія (PP) | 6,5 %   | 5,5 %   |
| Ініціатива за зелену Каталонію (IC) | 6,8 %   | 4,3 %   |
| Республіканська лівиця Каталонії (ERC) | 18,3 %  | 22,1 %  |
| Громадянська партія (C's) | 0,5 %   | 0 %     |
| Інші | 1,9 %   | 1,9 %   |

У муніципальних виборах у 2007 р. взяло участь 1.720 осіб (у 2003 р. — 1.862 особи). Голоси за політичні сили розподілилися таким чином:
| \| Муніципальні вибори \| Муніципальні вибори \| Муніципальні вибори \| \| Рік \| 2007 р. \| 2003 р. \| \| -------------------------------------- \| ------------------- \| ------------------- \| \| Конвергенція та Єднання (CiU) \| 54,8 % \| 45,1 % \| \| Соціалістична партія Каталонії (PSC) \| 31,9 % \| 29,4 % \| \| Народна партія (PP) \| 3,1 % \| 6,3 % \| \| Ініціатива за зелену Каталонію (IC) \| 0 % \| 0 % \| \| Республіканська лівиця Каталонії (ERC) \| 10,2 % \| 19,3 % \| \| Громадянська партія (C's) \| 0 % \| 0 % \| \| Інші \| 0 % \| 0 % \| |         |         |
| Муніципальні вибори |         |         |
| Рік | 2007 р. | 2003 р. |
| Конвергенція та Єднання (CiU) | 54,8 %  | 45,1 %  |
| Соціалістична партія Каталонії (PSC) | 31,9 %  | 29,4 %  |
| Народна партія (PP) | 3,1 %   | 6,3 %   |
| Ініціатива за зелену Каталонію (IC) | 0 %     | 0 %     |
| Республіканська лівиця Каталонії (ERC) | 10,2 %  | 19,3 %  |
| Громадянська партія (C's) | 0 %     | 0 %     |
| Інші | 0 %     | 0 %     |